# Frank J. Selke
Francis Joseph Aloysius Selke, född 7 maj 1893 i Berlin, Ontario, död 3 juli 1985 i Rigaud, Quebec, var en kanadensisk ishockeytränare och sportdirektör. I rollen som sportdirektör ledde han Montreal Canadiens till sex Stanley Cup-segrar åren 1953–1960.

## Karriär
I rollen som tränare ledde Frank J. Selke University of Toronto Schools till seger i Memorial Cup 1919. Därefter tränade han Toronto Ravinas, som agerade som farmarlag till stadens NHL-lag Toronto St. Patricks, i Canadian Professional Hockey League. Selke tränade även Toronto Marlboros till seger i Memorial Cup 1929. Då Conn Smythe köpte Toronto St. Patricks och omformade laget till Toronto Maple Leafs tilldelades Selke positionen som vice sportdirektör säsongen 1929–30. Som medlem av Maple Leafs organisation var Selke med om att vinna tre Stanley Cup åren 1932, 1942 och 1945.
Selke lämnade Maple Leafs för Montreal Canadiens 1946. Selke basade över Canadiens fram till och med 1964 och var med om att vinna sex Stanley Cup med klubben, bland annat fem raka åren 1956–1960. 
1960 valdes Selke in i Hockey Hall of Fame. Han är även medlem i Canadian Horse Racing Hall of Fame för sitt arbete som hästuppfödare.
Säsongen 1977–78 instiftade NHL priset Frank J. Selke Trophy som årligen tilldelas ligans bäste defensive forward.